# Titipu Island
Titipu Island ist eine kleine Insel in der Region Northland im Norden der Nordinsel von Neuseeland.

## Geographie
Titipu Island befindet sich im nördlichen Teil des Kaipara Harbour. Die rund 2,5 Hektar große Insel liegt rund 425 m vom Nordostufer des Naturhafens entfernt. Mit einer Höhe von etwas über 20 m erstreckt sie sich über eine Länge von rund 320 m in Südwest-Nordost-Richtung und misst an der breitesten Stelle rund 95 m in Südost-Nordwest-Richtung. Rund 135 m in nordöstlicher Richtung liegt die Nachbarinsel Pupuia Island.